# Самсоновская (приток Льва)
Самсоновская — река в России, протекает по Нефтеюганскому району Ханты-Мансийского АО. Устье реки находится в 30 км от устья реки Лев по правому берегу. Длина реки составляет 74 км, площадь водосборного бассейна — 546 км². Высота истока — 76,8 м над уровнем моря. Высота устья — 49 м над уровнем моря. В 51 км от устья впадает левый приток Навыем.

## Данные водного реестра
По данным государственного водного реестра России относится к Верхнеобскому бассейновому округу, водохозяйственный участок реки — Обь от города Нефтеюганск до впадения реки Иртыш, речной подбассейн реки — Обь ниже Ваха до впадения Иртыша. Речной бассейн реки — (Верхняя) Обь до впадения Иртыша.
Код объекта в государственном водном реестре — 13011100212115200050017.